# Гучэн (Сянъян)
Гучэ́н (кит. упр. 谷城, пиньинь Gǔchéng) — уезд городского округа Сянъян провинции Хубэй (КНР).

## История
В эпоху Чжоу здесь существовало царство Гу (谷国), впоследствии поглощённое царством Чу.
После объединения китайских земель в империю Цинь в этих местах был создан уезд Чжуян (筑阳县). Во времена империи Суй он был в 587 году присоединён к уезду Ичэн (义成县). В 598 году уезд Ичэн в честь древнего царства был переименован в Гучэн.
В 1949 году был образован Специальный район Сянъян, и уезд вошёл в его состав. В 1970 год Специальный район Сянъян был переименован в Округ Сянъян (襄阳地区).
В 1983 году решением Госсовета КНР город Сянфань и округ Сянъян были объединены в городской округ Сянфань.
В 2010 году решением Госсовета КНР городской округ Сянфань был переименован в Сянъян.

## Административное деление
Уезд делится на 9 посёлков и 1 волость.